# Nomada nobilis
Nomada nobilis ist eine Biene aus der Familie der Apidae.

## Merkmale
Die Bienen haben eine Körperlänge von 11 bis 13 Millimeter. Der Kopf und Thorax der Weibchen ist schwarz und ist gelb gezeichnet. Die Tergite haben gelbe Binden, die an den vorderen Tergiten mittig unterbrochen sind. Das Labrum ist gelb. Es hat einen hohen Quergrad hinter dem Vorderrand und ist dahinter quer eingesattelt. Das dritte Fühlerglied ist länger als das vierte. Das flache Schildchen (Scutellum) hat einen gelben, zerstreut punktierten Fleck. Die Schienen (Tibien) der Hinterbeine sind am Ende stumpf und haben einen Streifen aus mehreren kurzen, kleinen Dornen. Die Männchen sind den Weibchen ähnlich, ihr drittes bis sechstes Sternit sind jedoch lang, gelb behaart und die Schienen der Hinterbeine sind am Ende mit einer Reihe von kleinen Dornen versehen, die durch die Behaarung schlecht erkennbar sind.

## Vorkommen und Lebensweise
Die Art ist in Süd- und mancherorts auch in Mitteleuropa verbreitet. Die Tiere fliegen von Mitte Mai bis Ende Juni. Sie parasitieren die Gattung Eucera, vermutlich Eucera interrupta.

## Belege
Felix Amiet, M. Herrmann, A. Müller, R. Neumeyer: Fauna Helvetica 20: Apidae 5. Centre Suisse de Cartographie de la Faune, 2007, ISBN 978-2-88414-032-4.